# Renacimiento
Renacimiento é um distrito (distrito) da província de Chiriquí no Panamá. A população de acordo com o censo de 2000 era de 18 257 habitantes. O distrito abrange uma área total de 428 km². A capital encontra-se na cidade de Río Sereno.

## Divisões administrativas
O distrito é dividido administrativamente nos seguintes corregimentos:
Río Sereno (capital), Breñón, Cañas Gordas, Monte Lirio, Plaza de Caisán, Santa Cruz, Dominical e Santa Clara.